# Nederlandse Vereniging van Dierentuinen
De Nederlandse Vereniging van Dierentuinen (NVD) is in 1966 opgericht. Via de NVD werken de 13 grote Nederlandse dierentuinen samen op het gebied van beleid, uitwisseling van informatie, educatie, onderzoek en natuurbehoud. Een paar kleinere dierentuinen in Nederland zijn verenigd in Dier en Park.

## Leden van de Nederlandse Vereniging van Dierentuinen
- Apenheul, Apeldoorn
- AquaZoo, Leeuwarden
- Artis, Amsterdam
- Burgers' Zoo, Arnhem
- DierenPark Amersfoort, Amersfoort
- Diergaarde Blijdorp, Rotterdam
- Eindhoven Zoo, Mierlo
- GaiaZOO, Kerkrade
- Ouwehands Dierenpark, Rhenen
- Safaripark Beekse Bergen, Hilvarenbeek
- Vogelpark Avifauna, Alphen aan den Rijn
- Wildlands Adventure Zoo Emmen, Emmen
- ZooParc Overloon, Overloon